# Tactical Data Link

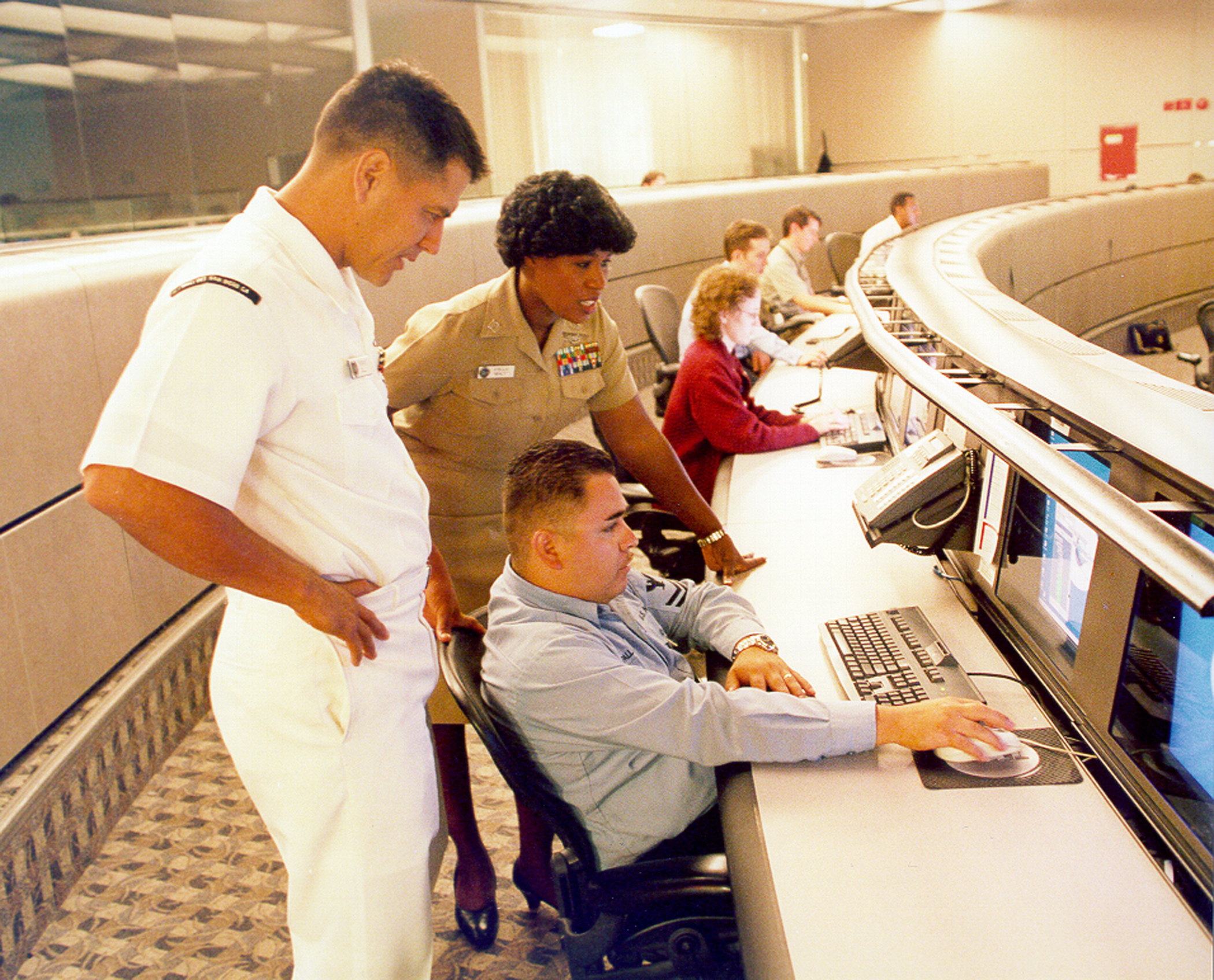
IT спеціалісти вивчають дані TDL (US Naval Network and Space Operations Command)

Tactical Data Link (TDL) — стандарт каналу передачі даних для забезпечення зв'язку через радіохвилі або кабель, який використовують збройні сили США та країни НАТО. Усі військові системи C3 (системи управління військами) використовують стандартизовану TDL для передачі, ретрансляції та прийому тактичних даних.
Термін замінив застарілий термін Tactical Digital Information Link (TADIL)
Найапопулярніші стандарти TDL:
- Link 1;
- Link 4A (TADIL-C);
- Link 11 (TADIL-A);
- Link 11B (TADIL-B);
- Link 16 (TADIL-J);
- Link 22.